# Куницький Іван Дмитрович
Іван Дмитрович Куницький (2 березня 1944, село Брідок, тепер Заставнівського району Чернівецької області — 2004, село Брідок Заставнівського району Чернівецької області) — український радянський діяч, голова колгоспу «Заповіт Ілліча» Заставнівського району Чернівецької області. Депутат Верховної Ради СРСР 10-го скликання.

## Біографія
Народився в селянській родині. Закінчив середню школу в селі Брідок Заставнівського району Чернівецької області. Трудову діяльність розпочав у 1964 році механіком колгоспу.
У 1964—1967 роках — у Радянській армії: служив у танковій частині.
У 1967—1976 роках — механік колгоспу, бригадир тракторної бригади колгоспу «Більшовик» села Брідок Заставнівського району Чернівецької області. Закінчив сільськогосподарський технікум.
Член КПРС з 1969 року.
У 1976—1978 роках — голова колгоспу імені Жовтневої революції села Мусорівка (Мосорівка) Заставнівського району Чернівецької області.
З 1978 року — голова колгоспу «Заповіт Ілліча» села Юрківці Заставнівського району Чернівецької області.
Освіта вища. Закінчив заочно Вищу партійну школу при ЦК КПУ в Києві.
Потім — на пенсії в селі Брідок Заставнівського району Чернівецької області.

## Нагороди
- орден Леніна
- орден Трудового Червоного Прапора
- медалі